# IC 2850
IC 2850 је спирална галаксија у сазвјежђу Лав која се налази на листи објеката дубоког неба у Индекс каталогу.
Деклинација објекта је + 9° 3' 46" а ректасцензија 11h 28m 13,0s. Привидна величина (магнитуда) објекта IC 2850 износи 14,4 а фотографска магнитуда 15,3. IC 2850 је још познат и под ознакама MCG 2-29-30, CGCG 67-82, IRAS 11256+0920, PGC 35301.